# Koós József
Koós József, született: Kós (Vilke, 1888. november 7. – Budapest-Rákospalota, 1985) borsosberényi pásztor, számadó juhász. Kitűnő dudás-furulyás volt. Dalai és játéka szerepel a Pátria lemezeken és Bartók Béla Magyar népdalok egyetemes gyűjteménye című könyvében is.

## Életrajz
1888-ban született Vilkén Kós József juhász és Hlavaj Julianna fiaként. Korán elárvult, anyai nagybátyja nevelte fel Bánkon. Egész életében juhászkodott, már 10 éves korában kosokat terelt. 1911. november 5-én Mohorán feleségül vette Gábor Etelt. Drégelypalánkról ment el az első világháborúba, ahonnan 1920-ban, hat év után tért haza, ekkor került Borsosberénybe (itt készültek az interneten is elérhető felvételek, ezért emlegetik borsosberényi számadó juhászként). Később pásztorkodott Vadkerten, Kerecsenden Buttler bárónál - itt már három házasbojtára és egy legénybojtára is volt - majd Legénden, Horpács mellett Almáspusztán, még később Rétságon. A második világháborúig a Károlyi birtokon volt juhász számadó hat évig, ekkor Újmajorban lakott a család, majd a háború után Rákospalotán építettek ikerházat, ahol fia és két lánya családjukkal együtt élt, nagyobbik fia nem tért haza a háborúból. 97 éves korában hunyt el, családja körében ereje fogytáig zenélt.
A palóc vidéken jól ismert pásztorok közé tartozott, akik a magyar pásztorműveltség teljes spektrumát birtokolták akkoriban. Ez többek között a pásztorbotok faragását, furulyák, flóták készítését, és ezek megszólaltatását jelentette. Dudát kevesen készítettek, ő ehhez is értett. 
Bartók Béla és Manga János is jól ismerték. Koós többször is invitálta id. Pál Istvánt (aki Bánkon volt falusi kanász, egy évben születtek), hogy egyszer jöjjön el, és ő is mutassa be a „tanár uraknak” a dudálását, de ő kijelentette: „Tintafosóknak nem dudálok!”
Ifjabb Pál Istvánt – akit a Bánktól 2 km-re fekvő újvilági tanyán tanítgatott a dudálás fortélyaira – 1935. augusztus 20-án elvitte magával a nógrádi várba, ahol is énekeikkel, dudálásukkal óriási sikert arattak. Ezek után többször is mentek együtt zenélni Pál Istvánnal. Két évvel később, 1937-ben a Pátria népzenei gramofonfelvételek keretében készült róla Budapesten a Magyar Rádió stúdiójában több felvétel.

## Hangzó anyag
CD-ROM kiadványok:
- Pátria népzenei gramofonlemez-sorozat. Felvidék. Fonó Records, 2001
- Magyar hangszeres népzene. (szerk.: Sárosi Bálint), Hungaroton, 1998 (HCD 18236-37)
- Magyar dudások. Archív dudazene. (szerk.: Lányi György) Téka Alapítvány, 2004 (TVM120)
- Vargyas Lajos: A magyarság népzenéje. Példatár 4/4. (szerk. Vargyas Lajos) Budapest 1973
- Interneten elérhető:
- https://www.youtube.com/watch?v=a91WM-_rlg8
- https://www.youtube.com/watch?v=S9xOZLoqV9g
- https://www.youtube.com/watch?v=g87mMDWZE6Q

Fotók:
- http://www.europeana.eu/portal/sv/record/2064401/_mnmpm_NPRF_681.htmlhttp://www.europeana.eu/portal/hu/record/2064401/_mnmpm_NPRF_682.html
- http://www.europeana.eu/portal/hu/record/2064401/_mnmpm_NPRF_946.html
- http://dsupinpal.hu/wp-content/gallery/mesterek/73147-koos-jozsef.jpg